# Црвени горал
Црвени горал (лат. Naemorhedus baileyi) је сисар из реда папкара (Artiodactyla) и породице шупљорогих говеда (Bovidae).

## Распрострањење
Црвени горал има станиште у Индији, Кини и Мјанмару.

## Станиште
Црвени горал има станиште на копну.

## Начин живота
Исхрана црвеног горала укључује траву.

## Угроженост
Ова врста се сматра рањивом у погледу угрожености врсте од изумирања.

### Популациони тренд
Популација ове врсте се смањује, судећи по расположивим подацима.